# Heinrich Brunner (Chemiker)
Heinrich Hermann Rudolf Brunner (auch Henri Brunner, * 2. Mai 1847 in Lübeck; † 9. Januar 1910 in Lausanne) war ein Schweizer Chemiker. 

## Leben
Heinrich Brunner war ein Sohn des aus Zürich stammenden Anselm Brunner und dessen Ehefrau Henriette, geborene Duval.
Er studierte an der Universität Zürich Chemie, absolvierte in Tharandt im Königreich Sachsen ein Praktikum und wurde 1871 in Zürich promoviert. Anschließend wirkte er als Privatdozent in Zürich und wurde 1873 zum außerordentlichen und 1875 zum ordentlichen Professor für Chemie an die Universität Lausanne berufen und hier zum ersten Direktor des pharmazeutischen Institutes ernannt. In späteren Jahren war er für den Aufbau des 1893 eingeweihten Chemischen Instituts zuständig.
Heinrich Brunner forschte auf dem Gebiet der anorganischen und der organischen Chemie und der Toxikologie. Er untersuchte Pflanzensäuren und deren Biosynthese sowie die Wirkung der Persulfate.
Am 19. Dezember 1887 wurde Heinrich Brunner unter der Matrikel-Nr. 2709 als Mitglied in die Deutsche Akademie der Naturforscher Leopoldina aufgenommen.
Heinrich Brunner war mit Julie-Louise, geborene Duperrex, der Tochter des Professors für Geschichte und Rektors der Universität Lausanne Jules Duperrex verheiratet.

## Schriften
- mit Ernest Chuard: Phytochemische Studien. In: Berichte der Deutschen Chemischen Gesellschaft, 19, 6, 1886, S. 595–622